# یاسمین یالچین
یاسمین یالچین (انگلیسی: Yasemin Yalçın؛ زادهٔ ۱۹۶۴ (۶۰–۶۱ سال)) بازیگر اهل ترکیه است.